# Rimouski (district électoral du Canada-Uni)
Pour les articles homonymes, voir Rimouski (homonymie).
Circonscription électorale provinciale du Canada
Rimouski est un district électoral de l'Assemblée législative de la province du Canada.

## Liste des députés
| Années | Années      | Député                | Affiliation                     |
| ------ | ----------- | --------------------- | ------------------------------- |
|        | 1841 - 1842 | Michel Borne          | Canadien-français antiunioniste |
|        | 1843 - 1844 | Robert Baldwin        | Réformiste                      |
|        | 1844 - 1848 | Louis Bertrand        | Canadien-français               |
|        | 1848 - 1851 | Joseph-Charles Taché  | Canadien-français               |
|        | 1851 - 1854 | Joseph-Charles Taché  | Canadien-français               |
|        | 1854 - 1857 | Joseph-Charles Taché  | Réformiste                      |
|        | 1854 - 1857 | Joseph-Charles Taché  | Bleu                            |
|        | 1857 -1858  | Michel-Guillaume Baby |                                 |
|        | 1858 - 1861 | Michel-Guillaume Baby |                                 |
|        | 1861 - 1863 | George Sylvain        | Libéral                         |
|        | 1863 - 1867 | George Sylvain        | Bleu                            |